# Eigene Aktie
Eine eigene Aktie (englisch treasury stock, treasury share) ist eine Aktie, die sich nach einem Aktienrückkauf im Eigentum des emittierenden Unternehmens befindet.

## Allgemeines
Die bei einer Aktiengesellschaft, Europäischen Gesellschaft oder Kommanditgesellschaft auf Aktien im Grundkapital ausgewiesenen Aktien befinden sich im Regelfall im Streubesitz außenstehender Aktionäre. Zum Bestand an eigenen Aktien kommt es, wenn die Gesellschaft von diesen Aktionären einen Teil ihrer Aktien erwirbt. Dieser Aktienrückkauf ist ein Kaufvertrag, bei dem das seine eigenen Aktien erwerbende Unternehmen den Kaufpreis (Kurswert) zu zahlen hat und dafür das Eigentum an den eigenen Aktien erlangt. Das ist in Deutschland und international nur unter bestimmten Voraussetzungen möglich.

## Rechtsfragen
Der Erwerb eigener Aktien ist in Deutschland nur unter einer der in § 71 Abs. 1 AktG vorgesehenen Voraussetzungen zulässig.
Die Möglichkeit zum Erwerb eigener Aktien ergab sich in Deutschland mit der Aktienrechtsreform von 1884. Mit dieser wurde das seit 1870 bis dahin geltende Verbot, mit persönlicher Haftung der Aufsichtsratsmitglieder bei einem Verstoß, aufgeweicht und in eine Sollvorschrift (Art. 215d ADHGB) umgewandelt. Diese konnte leicht umgangen werden und wurde schließlich ignoriert. Diese Sollvorschrift wurde 1897 in das HGB als § 226 HGB und § 227 HGB übernommen. Durch diese lasche Regelung kam es teilweise sogar dazu, dass Aktien an Bankenkonsortien verkauft und diese dann vertraglich verpflichtet wurden, das zugehörige Stimmrecht nach Vorgabe des Vorstandes auszuüben. Mit diesen sogenannten Verwaltungsaktien wurde das Eigentumsrecht der übrigen Aktionäre ausgehebelt.
Nach dem Konkurs der Nordwolle AG und infolgedessen dem Zusammenbruch der Darmstädter und Nationalbank 1931 wurde das Aktienrecht wieder verschärft. Die Darmstädter und Nationalbank hatte mehr als die Hälfte des Grundkapitals in eigenen Aktien, die unmittelbar wertlos wurden. Das restliche Grundkapital konnte die Verluste dann nicht mehr decken. Mit der Aktienrechtsnovelle von 1931 wurde der Erwerb eigener Aktien mit drei Ausnahmefällen, zur Abwehr schweren Schadens (Unternehmenskrise), im Falle einer Einkaufskommission und zur Einziehung der Aktien, erneut verboten. Außerdem wurde für die Ausnahmefälle eine Obergrenze zum Erwerb von maximal 10 % aller Aktien eingeführt. Mit der Ausgliederung der Regelungen zu Aktiengesellschaften 1937 in das neu geschaffene AktG kam in § 65 AktG (1937) die Ausnahme zum unentgeltlichen Erwerb eigener Aktien hinzu. 1959 folgte die Ausnahmeregelung zum Erwerb zur Ausgabe als Belegschaftsaktie und eine Verschiebung der Regelungen in den § 71 AktG. 1965 folgten dann zwei weitere Ausnahmen, zur Abfindung von Aktionären und im Rahmen der Gesamtrechtsnachfolge.
Mit der Zweiten EWG-Richtlinie (Kapitalrichtlinie) von 1976 sollte dann ein einheitlicher europäischer Rahmen zum Erwerb eigener Aktien geschaffen werden. Diese wurde zum 1. Mai 1998 mit dem Gesetz zur Kontrolle und Transparenz im Unternehmensbereich (KonTraG) teilweise umgesetzt. Die Ausnahmen wurden um einen achten Punkt erweitert, womit eigene Aktien nun auch ohne besonderen Grund erworben werden dürfen. Allerdings bleibt der Handel mit eigenen Aktien verboten. Der Ausweis der eigenen Aktien erfolgte weiter im Umlaufvermögen mit zugehöriger Rücklage auf der Passivseite, konnte nun allerdings alternativ auch als Korrekturposten zum Eigenkapital erfolgen. Ein weiterer Schritt zur Harmonisierung mit europäischem Recht folgte mit dem Gesetz zur Modernisierung des Bilanzrechts (BilMoG). Mit diesem wird die 8. EU-Richtlinie, die Abschlussprüfungs-Richtlinie umgesetzt. Nunmehr sind eigene Aktien nach § 272 Abs. 1a HGB nur noch als Korrekturposition zum Eigenkapital anzusetzen.
Hält ein Unternehmen eigene Aktien, gehen aus diesen Anteilen nach § 71b AktG keine Rechte hervor. Es gibt demnach keine Dividendenansprüche, keine Bezugsrechte bei der Ausgabe neuer Aktien und kein Stimmrecht. Die Stimmenmehrheit wird damit bei mehr als 50 % aller nicht im Besitz des Unternehmens befindlichen Aktien erreicht.

## Bilanzierung
Bei der Bilanzierung eigener Aktien wurde mit dem BilMoG vom Mai 2009 ihre Aktivierung abgeschafft; anstatt dessen werden eigene Aktien als Minusposition beim Grundkapital abgesetzt (§ 272 Abs. 1a HGB), was einer faktischen Kapitalherabsetzung gleichkommt. Der Aktienrückkauf führt demnach zu einer Bilanzverkürzung.

### Deutschland und Österreich
Die Bilanzierung von Anteilen an einer Aktiengesellschaft erfolgt nicht über eine, sondern zwei Positionen in der Bilanz. Dabei wird zwischen dem Nennwert und dem Emissionskurs einer Aktie unterschieden. Der Nennwert ist der Grundwert einer Aktie. Dieser ist auf der Aktie angegeben und repräsentiert den Anteil an einem Unternehmen und damit auch an Stimmrechten, Bezugsrechten usw. Dies ist auch bei Stückaktien nicht anders, da sie einen festen Anteil am Grundkapital angeben. Die Summe aller Nennwerte ist in der Bilanz unter Grundkapital oder Stammkapital ausgewiesen. Der Emissionskurs wird über Angebot und Nachfrage bspw. an der Börse bestimmt. Der Differenzbetrag zum Nennwert über alle Aktien wird in der Bilanz als Kapitalrücklage oder Kapitalreserve ausgewiesen.
Erwirbt nun ein Unternehmen eigene Aktien, so ist der Nennwert der eigenen Anteile als Negativposition zum Grundkapital auszuweisen. Die Differenz zwischen Kaufpreis und Nennwert ist aus einer freien Rücklage zu entnehmen, also einer Rücklage, die keiner Ausschüttungssperre unterliegt. Damit soll verhindert werden, dass über den Erwerb eigener Anteile Ausschüttungssperren umgangen werden. Aus diesem Grund kann die Differenz zwischen Kaufpreis und Nennwert nicht als Negativposition zu den Kapitalrücklagen, sondern muss als Negativposition zu den Gewinnrücklagen gezeigt werden.

### Schweiz
Mit der Überarbeitung des Rechnungslegungsrechts 2013 wurde in der Bilanz eine neue Position für die eigenen Aktien eingefügt. Nach Art. 959a OR sind diese nun als eigenständige Minusposition im Eigenkapital zu zeigen. Gezeigt wird dabei der Gesamtwert. Wenn diese Aktien wieder veräußert werden, erfolgt die Buchung des Gewinns oder Verlustes aus der Wiederveräußerung nicht über die Gewinn- und Verlustrechnung, sondern direkt innerhalb der Passiven im Eigenkapital.

## International

### Österreich
Nach § 65 AktG ist der Erwerb eigener Aktien für österreichische Unternehmen im Grundsatz verboten. Hierzu gelten jedoch verschiedene Ausnahmen, die in § 65 Abs. 1 AktG aufgeführt sind.
Eine Regelung zum Erwerb eigener Aktien trat erstmals 1938 mit der Einführung des deutschen Aktiengesetzes in Österreich in Kraft. Das Aktiengesetz wurde 1965 „austrifiziert“, was im Wesentlichen eine sprachliche Überarbeitung, aber so gut wie keine inhaltliche Änderung bedeutete. 1996 folgten mit dem Gesellschaftsrechtsänderungsgesetz umfangreiche Anpassungen. So wurde u. a. die Kapitalrichtlinie der EU in österreichisches Recht übernommen. Mit diesem erfolgte eine Erweiterung der Ausnahmen zum Erwerb eigener Aktien, um die Ausgabe als Arbeitnehmeraktie, zur Abfindung von Aktionären und im Rahmen der Gesamtrechtsnachfolge. Hierbei orientierte man sich auch am deutschen AktG. Mit dem Rechnungslegungs-Änderungsgesetz 2014 (RÄG 2014) erfolgte erneut eine Anpassung an europäisches Recht, speziell der Umsetzung der Abschlussprüfungs-Richtlinie. Nach dieser ist nun nach § 229 Abs. 1a UGB der Bestand eigener Aktien als Minusposition zum Eigenkapital darzustellen.
Ein Unternehmen darf nach § 65 Abs. 2 AktG nicht mehr als 10 % der Anteile des Unternehmens erwerben. Nach § 65 Abs. 5 AktG sind alle zu einer Aktie gehörenden Rechte, wie Stimm- oder Bezugsrechte, außer Kraft gesetzt.

### Schweiz
Mit der Aktienrechtsrevision 1992 wurde mit Wirkung vom 1. Juli 1992 das Verbot des Erwerbs eigener Aktien in Art. 659 OR aufgehoben. Seitdem ist der Erwerb eigener Aktien bis 10 % aller emittierten Aktien erlaubt, bei Namensaktien sogar bis 20 %, wenn der 10 % überschreitende Anteil innerhalb von zwei Jahren wieder verkauft oder eingezogen wird. Darüber hinaus darf der Wert die freien Reserven nicht übersteigen. Weitere Einschränkungen, wie in Deutschland und Österreich, gibt es nicht. 2013 folgte erneut eine Änderung, jedoch lediglich im Ausweis eigener Aktien. Diese sind nun nicht mehr im Umlaufvermögen als Aktivum, sondern nach Art. 959a OR als Minusposition zum Eigenkapital zu bilanzieren.
Nach Art. 659a OR ruhen alle mit den Aktien verbundenen Rechte, wie Stimm- oder Bezugsrechte.
Steuerfolgen für eigene Aktien
Auch in der Schweiz ist es möglich, dass ein Unternehmen eigene Aktien halten kann. Es gilt ebenfalls eine Maximalquote von 10 %, welche in der Bilanz speziell ausgewiesen werden muss.
Rückkauf eigener Aktien zwecks Kapitalherabsetzung:
- Rückkauf von Privatperson: Einkommensteuer auf Differenz zwischen Verkaufspreis und Nominalwert (Art. 20 Abs. 1bis DBG, 60 %). Verrechnungssteuer bei Firma: Verrechnungssteuer auf Differenz zwischen Verkaufspreis und Nominalwert (Art. 4a Abs. 1 und Art 12 Abs. 1 VStG). Meldeverfahren kann nicht beansprucht werden, die Verrechnungssteuer muss zwingend überwälzt werden (Art. 14 VStG).
- Rückkauf von Unternehmen: Gewinnsteuer auf Differenz zwischen Verkaufspreis abzüglich Gewinnsteuerwert (Buchwertprinzip) ist steuerbarer Kapitalertrag in Form einer Liquidationsdividende. Beteiligungsabzug möglich, falls Beteiligung > 20 %. Verrechnungssteuer bei Firma auf Differenz Verkaufspreis Nominalwert (Art. 4a Abs. 1 und Art. 12 Abs. 1 VStG, Art. 4 Abs. 1 Bst. b VStG und Art. 20 Abs. 1 VStV). Meldeverfahren kann nicht beansprucht werden, Verrechnungssteuer muss zwingend überwälzt werden (Art. 14 VStG).

Weiterverkauf eigener Aktien innerhalb von 6 Jahren:
- Rückkauf von Privatperson: Einkommensteuer: keine Steuerfolgen, erzielter Kapitalgewinn endgültig steuerfrei (Art. 16 Abs. 3 DBG). Gewinnsteuer der Firma: steuerbarer Kapitalgewinn auf Differenz Rückkaufpreis der eigenen Aktie und Wiederverkaufspreis. Verrechnungssteuer bei Firma: keine Steuerfolge, da innerhalb 6 Jahren verkauft.
- Rückkauf von Unternehmen: Gewinnsteuer: keine Steuerfolgen, Gewinnsteuer bei Rückkauf bereits erfolgt. Gewinnsteuer bei Firma: steuerbarer Kapitalgewinn auf Differenz Rückkaufpreis der eigenen Aktie und Wiederverkaufspreis. Verrechnungssteuer bei Firma: keine Steuerfolge, da innerhalb 6 Jahren verkauft.

Kein Weiterverkauf der eigenen Aktien innerhalb von 6 Jahren:
- Rückkauf von Privatperson: Einkommensteuer nachträglich auf steuerfreien Kapitalgewinn (Nominalwertprinzip; Art. 16 Abs. 3 DBG) aufgrund der Teilliquidation (Art. 20 Abs. 1bis DBG). Gewinnsteuer bei der Firma: keine Steuerfolgen. In der Steuerbilanz werden die eigenen Aktien vollständig zu Lasten des maßgeblichen Kapitals ausgebucht: Abnahme des steuerbaren Kapitals durch Abnahme AK, Abnahme Agio Reserven und Abnahme Gewinnvortrag. Verrechnungssteuer bei Firma (Art. 4a Abs. 2 VStG). Meldeverfahren ist nicht möglich, da die Voraussetzung nach Art. 24a VStV nicht erfüllt. Überwälzung auf Privatperson.
- Rückkauf von Unternehmen: Gewinnsteuer, kein Beteiligungsabzug, wenn Voraussetzung Art. 70 Abs. 4 DBG nicht erfüllt ist, die verkaufte Quote < 20 % ist. Gewinnsteuer bei der Firma, keine Steuerfolgen, die Aktien sind unverändert bilanziert, in der Steuerbilanz jedoch werden die eigenen Aktien vollständig zu Lasten des maßgeblichen Kapitals ausgebucht: Abnahme des steuerbaren Kapitals durch Abnahme AK, Abnahme Agio Reserven und Abnahme Gewinnvortrag. Verrechnungssteuer bei Firma (Art. 4a Abs. 2 VStG). Meldeverfahren ist möglich, da die Voraussetzung nach Art. 24a VStV erfüllt.

Rückkauf eigener Aktien zwecks Ausgabe von Mitarbeiteraktien:
Unternehmen: Erfolgt der Rückkauf eigener Aktien zwecks Ausgabe von Mitarbeiteraktien, liegt keine direkte Teilliquidation vor. Die Frist für die Übertragung der Aktien beträgt in diesem Fall 12 Jahre (Art. 4a Abs. 3 VStG). Die Differenz zwischen dem Rückkaufpreis abzüglich des Abgabepreises ist als Personalaufwand zu verbuchen, der ebenfalls den Sozialversicherungsabgaben unterliegt.
Mitarbeiter: Der geldwerte Vorteil muss auf dem Lohnausweis deklariert werden. Die Differenz zwischen Verkehrswert und Nominalwert unterliegt der Einkommensteuer und den Sozialversicherungsabgaben.

## Gründe für das Halten von eigenen Aktien
Eigene Aktien werden von vielen Unternehmen im Rahmen der Kurspflege gekauft und verkauft. So können unvorteilhafte Spitzen nach oben und unten ausgeglichen werden, indem auf den eigenen Aktienvorrat zurückgegriffen wird. Eigene Aktien sind auch ein gutes Mittel zur Abwehr feindlicher Übernahmen. Freie Liquidität eines Unternehmens sollte möglichst gewinnbringend angelegt werden. Unter der Annahme, dass ein Unternehmen an sich selbst glaubt, ist diese Anlage ein guter Weg, die Rendite der liquiden Mittel zu erhöhen. Da auf eigene Aktien in der Regel keine Dividende gezahlt wird, ist das Halten von eigenen Aktien ein gutes Mittel, um den Gewinn je Aktie bei konstantem Gesamtdividendenvolumen zu steigern. Sehr erfolgversprechend ist das Halten und Handeln von eigenen Aktien zur Ausnutzung eines möglichen Wissensvorsprunges. Da dies jedoch Insiderhandel darstellt, ist diese Art des Eigenaktienhandels unzulässig. Der Kurspflegeaspekt des Aktienrückkaufs kann im Fall, dass die erfolgsbasierte Vergütung von Vorstandsmitgliedern von der Wertentwicklung der Aktie abhängig ist, von diesen dazu genutzt werden, ihr Einkommen durch Aktienoptionen zu steigern. Dieses kann als Insiderhandel und darüber hinaus als Möglichkeit der Selbstbereicherung von Vorstandsmitgliedern zu Lasten der Aktiengesellschaft betrachtet werden. Diese Möglichkeit wird von Robert B. Reich als Fehlentwicklung kritisiert.
Das Deutsche Aktieninstitut (DAI) hat im Jahr 1999 ermittelt, dass die wichtigsten Gründe für den Erwerb eigener Aktien für deutsche Firmen sowohl die Nutzung der eigenen Aktien als Akquisitionswährung als auch die Ausschüttung überschüssiger Liquidität und die Optimierung der Kapitalstruktur sind.

## Gründe gegen das Halten von eigenen Aktien
Das Aktienkapital ist ein wichtiger Teil des Reinvermögens, welches die Verbindlichkeiten des Unternehmens deckt. Bindet ein Unternehmen flüssige Mittel in eigenen Aktien, stehen diese nicht mehr zur Deckung von Schulden zur Verfügung. Geht ein Unternehmen, welches viele eigene Aktien hält, in Konkurs, dann können diese Aktien nicht mehr zur Schuldendeckung verflüssigt werden.